# Тврђава силеџија
„Тврђава силеџија” (Grajski biki) је југословенски и словеначки филм први пут приказан 26. априла 1967 године. Режирао га је Јоже Погачник а сценарио су написали Марјан Брезовар, Петер Кавалар и Примож Козак

## Улоге
| Глумац                 | Улога      |
| ---------------------- | ---------- |
| Никола Коле Ангеловски | Петер      |
| Макс Бајц              | Тајник     |
| Миха Балох             | Тарзан     |
| Полде Бибич            | Председник |
| Деметер Битенц         |            |
| Хана Брејчхова         | Марија     |
| Никола Чобанц          |            |
| Нико Горшич            |            |
| Марјан Хластец         |            |
| Јанко Хочевар          |            |
| Тоне Хомар             |            |
| Винко Храстељ          |            |
| Милан Јелић            | Мики       |
| Минца Јерај            |            |
| Матјаж Кочбек          |            |
| Елвира Краљ            |            |

Остале улоге  ▼
| Глумац           | Улога                   |
| ---------------- | ----------------------- |
| Ладо Лесковар    | Нанде                   |
| Оливера Марковић | Марјана                 |
| Милутин Мићовић  | Дани (као Мики Мићовић) |
| Бране Миладино   |                         |
| Бранка Петрић    | Медицинска сестра       |
| Душа Почкај      | Францијева мама         |
| Метка Путглеј    |                         |
| Али Ранер        | Марјан                  |
| Јанез Рохачек    | Управник                |
| Лојзе Розман     | Францијев отац          |
| Стане Север      | Петров оце              |
| Арнолд Товорник  |                         |
| Александер Валич | Поштар                  |
| Јоже Зупан       |                         |